# Camp fédéral de prisonniers de Florence
Federal Prison Camp, Florence
Le camp fédéral de prisonniers de Florence (en anglais : Federal Prison Camp, Florence ou FPC Florence), aussi connue sous le nom de Florence ADMAX Satellite Prison Camp et à ne pas confondre avec l'ADX Florence (la prison de très haute sécurité située dans le même complexe), est une prison fédérale américaine à sécurité minimale pour détenus de sexe masculin situé à Florence, au Colorado. Il est géré par le Bureau fédéral des prisons, une division du ministère de la Justice des États-Unis.
Le camp est situé sur le terrain de l'institution correctionnelle fédérale de Florence (en), qui fait elle-même partie du complexe correctionnel fédéral de Florence (en) dans l’État du Colorado, cette installation constituant le plus grand complexe correctionnel fédéral des États-Unis. 
Il s'agit d'un établissement à sécurité minimum pour les détenus à faibles risques. Les détenus vivent dans des installations de type « dortoirs » qui ne sont pas enfermés ni entourés de clôtures. Les détenus sont des criminels dont les infractions n'incluaient pas l'usage d'armes. Environ 60% des plus de 400 détenus sont des délinquants toxicomanes.

## Détenus notables
- Les « IRP6 », six hommes d'affaires de Denver reconnus coupables d'escroquerie, et qui contestent leur condamnation[4],[5].